# Amphinemura mexicana
Amphinemura mexicana är en bäcksländeart som beskrevs av Baumann och Gaufin 1972. Amphinemura mexicana ingår i släktet Amphinemura och familjen kryssbäcksländor. Inga underarter finns listade i Catalogue of Life.